# Cyanea undulata
Cyanea undulata är en klockväxtart som beskrevs av Charles Noyes Forbes. Cyanea undulata ingår i släktet Cyanea, och familjen klockväxter. Inga underarter finns listade i Catalogue of Life.